# ТЕЦ Латкрабанг
13°45′35″ пн. ш. 100°47′20″ сх. д. / 13.75972° пн. ш. 100.78889° сх. д.
ТЕЦ Латкрабанг — теплова електростанція на східній околиці бангкокської агломерації.
В 2016 році на майданчику станції став до ладу парогазовий блок комбінованого циклу потужністю по 120 МВт, в якому дві газові турбіни живлять через відповідну кількість котлів-утилізаторів одну парову турбіну. Також ТЕЦ постачає індустріальним підприємствам технологічну пару в обсягах 30 тонн на годину.
Станція отримала 25-річний контракт на викуп 90 МВт потужності державною електроенергетичною компанією Electric Generating Authority of Thailand (EGAT).
Як паливо ТЕЦ споживає природний газ.
Проект реалізували через PPTC Company Limited. В 2021-му 74,5 % її акцій викупила компанія Univenture BGP, власниками якої з частками 55 % та 45 % були Univentures Plc і конгломерат B.Grimm Group (має великий портфель інвестицій в електроенергетику).